# Plac Tysiąclecia w Siedlcach

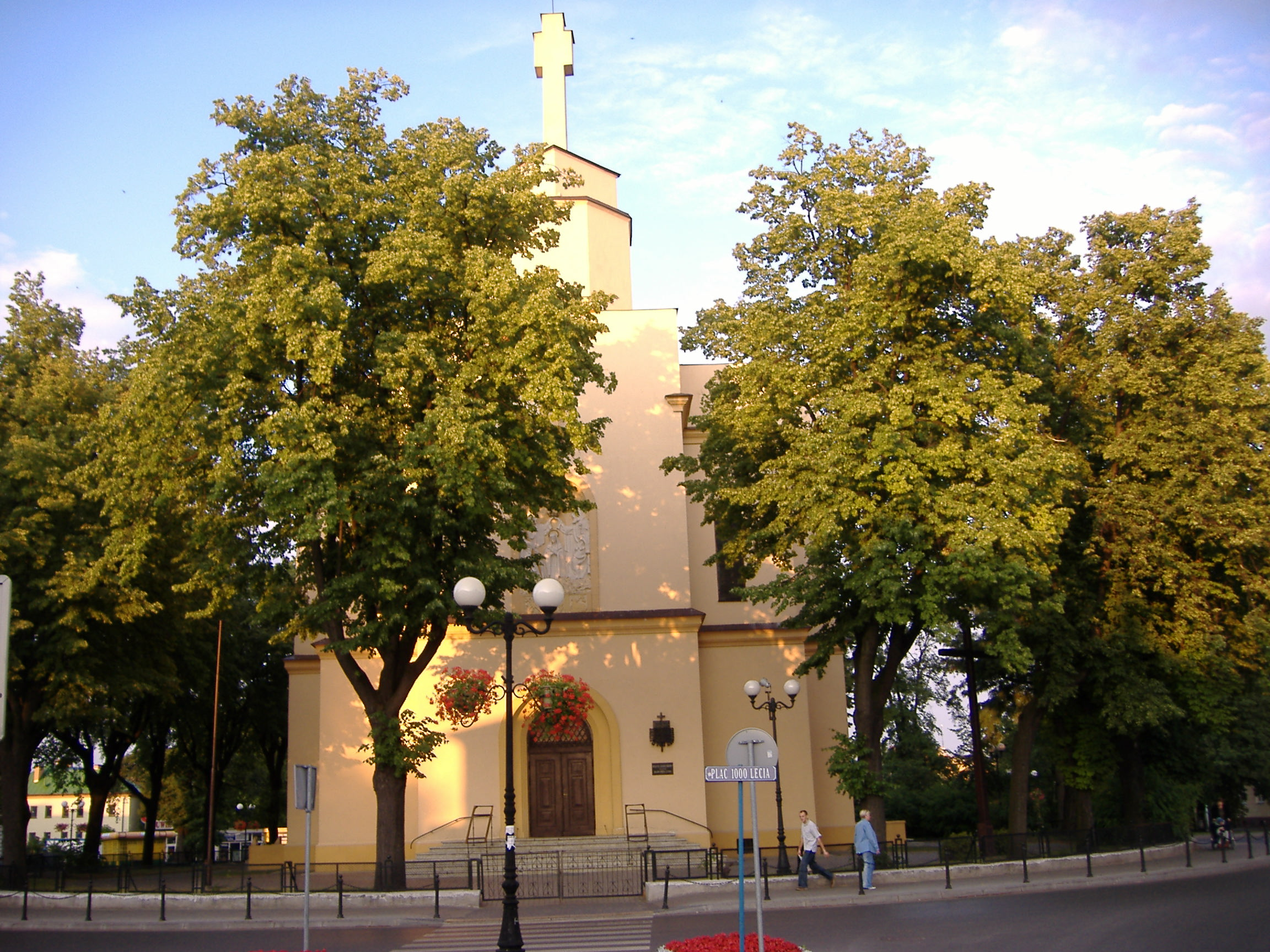
Kościół Garnizonowy

Plac Tysiąclecia – jeden z głównych placów Siedlec. 

## Układ
Plac położony jest w miejscu przecięcia ulic: H. Sienkiewicza i J. Kilińskiego. Pośrodku placu stoi Kościół garnizonowy pw. Najświętszego Serca Pana Jezusa, który otoczony jest jezdnią, co czyni z placu rondo (dwupasmowe).

## Historia
Do roku 1919 kościół był cerkwią prawosławną, która po I wojnie światowej została przebudowana i przekształcona w kościół rzymskokatolicki.

## Otoczenie
- D.H. Osiemnastka (sklep Troll)
- filia mBanku nr 8
- Szkoła Podstawowa Specjalna nr 12